# جیسون استولتنبرگ
جیسون استولتنبرگ (انگلیسی: Jason Stoltenberg؛ زاده ۴ آوریل ۱۹۷۰) یک تنیس‌باز اهل استرالیا است.